# Seznam mest na Madžarskem
Madžarska ima 3.152 naselij, glede na 1. januar 2007: 289 mest (madžarsko: város, množina: városok) in 2.863 vasi (madžarsko: község, množina: községek). Število se lahko spremeni, saj lahko predsednik vasi podeli status mesta. Prestolnica Budimpešta ima poseben status in ni del nobene od županij, 23 mest pa je v tako imenovanih urbanih županij (megyei jogú város – mesto z županijskimi pravicami). Vsi sedeži županij, z izjemo Budimpešte, so urbane županije, skupaj s še 5-imi drugimi mesti, ki imajo več kot 50.000 prebivalcev.
Tri mesta, Budimpešta, Miskolc in Pécs, so del aglomeracije, Gjur pa bo to postal kmalu.
Največje mesto je Budimpešta, najmanjše mesto je Pálháza s 1.114 prebivalci (2001). Največja vas je Törökbálint (prebivalstvo: 11.798).

## Največja mesta na Madžarskem
| #                                       | Mesto                         | Prebivalstvo | Leto | Urbano    |
| --------------------------------------- | ----------------------------- | ------------ | ---- | --------- |
| 1                                       | Budimpešta (Budapest)         | 1.727.300    | 2004 | 2.550.000 |
| 2                                       | Debrecen ***                  | 205.100      | 2004 |           |
| 3                                       | Miškolc ***                   | 181.100      | 2004 | 270.000   |
| 4                                       | Segedin ***                   | 162.500      | 2004 |           |
| 5                                       | Pečuh (Pécs) ***              | 158.700      | 2004 |           |
| 6                                       | Gjur (Győr) ***               | 128.400      | 2004 |           |
| 7                                       | Nyíregyháza **                | 116.200      | 2004 |           |
| 8                                       | Kecskemét **                  | 106.500      | 2004 |           |
| 9                                       | Székesfehérvár ***            | 103.300      | 2004 |           |
| 10                                      | Sombotel (Szombathely) **     | 81.200       | 2004 |           |
| 11                                      | Szolnok **                    | 76.700       | 2004 |           |
| 12                                      | Tatabánya **                  | 71.800       | 2004 |           |
| 13                                      | Kaposvár **                   | 67.700       | 2004 |           |
| 14                                      | Békéscsaba **                 | 66.900       | 2004 |           |
| 15                                      | Zalaegerszeg **               | 61.600       | 2004 |           |
| 16                                      | Veszprém **                   | 61.000       | 2004 |           |
| 17                                      | Eger **                       | 56.900       | 2004 |           |
| 18                                      | Érd *                         | 56.800       | 2004 |           |
| 19                                      | Šopron (Sopron) *             | 55.300       | 2004 |           |
| 20                                      | Dunaújváros *                 | 53.600       | 2004 |           |
| 21                                      | Velika Kaniža (Nagykanizsa) * | 52.400       | 2004 |           |
| 22                                      | Hódmezővásárhely *            | 48.600       | 2004 |           |
| 23                                      | Salgótarján **                | 45.200       | 2004 |           |
| 24                                      | Ózd                           | 39.114       | 2004 |           |
| 25                                      | Baja                          | 38.143       | 2004 |           |
| 26                                      | Cegléd                        | 37.939       | 2004 |           |
| 27                                      | Szekszárd **                  | 35.900       | 2004 |           |
| Mesta z med 30.000 in 35.000 prebivalci |                               |              |      |           |
| 28                                      | Vác                           | 33.903       |      |           |
| 29                                      | Pápa                          | 33.583       |      |           |
| 30                                      | Gyöngyös                      | 33.013       |      |           |
| 31                                      | Gyula                         | 32.355       |      |           |
| 32                                      | Hajdúböszörmény               | 32.208       |      |           |
| 33                                      | Orosháza                      | 32.052       |      |           |
| 34                                      | Ajka                          | 31.971       |      |           |
| 35                                      | Kazincbarcika                 | 31.575       |      |           |
| 36                                      | Kiskunfélegyháza              | 31.508       |      |           |
| 37                                      | Gödöllő                       | 31.263       |      |           |
| 38                                      | Szentes                       | 31.082       |      |           |
| 39                                      | Mosonmagyaróvár               | 30.840       |      |           |
| 40                                      | Esztergom                     | 30.122       |      |           |

Legenda
Prestolnica
*** Center regije
** Sedež pokrajine (županije)
* Mesto s pokrajinskimi (županijskimi) pravicami

## Popoln seznam naselij, leta 2007
| - Abádszalók - Abaújszántó - Abony - Adony - Ajka - Albertirsa - Aszód - Bábolna - Bácsalmás - Badacsonytomaj - Baja - Baktalórántháza - Balassagyarmat - Balatonalmádi - Balatonboglár - Balatonföldvár - Balatonfüred - Balatonfűzfő - Balatonlelle - Balkány - Balmazújváros - Barcs - Bátaszék - Bátonyterenye - Battonya - Békés - Békéscsaba - Bélapátfalva - Berettyóújfalu - Berhida - Bicske - Biharkeresztes - Bóly - Bonyhád - Borsodnádasd - Budakeszi - Budaörs - Budimpešta - Cegléd - Celldömölk - Cigánd - Csenger - Csepreg - Csongrád - Csorna - Csorvás - Csurgó - Dabas - Debrecen - Demecser - Derecske - Dévaványa - Devecser - Dombóvár - Dombrád - Dorog - Dunaföldvár - Dunaharaszti - Dunakeszi - Dunaújváros - Dunavarsány - Dunavecse - Edelény - Eger - Elek - Emőd - Encs - Enying - Ercsi - Érd - Esztergom - Fehérgyarmat - Felsőzsolca - Fertőd - Fonyód | - Fót - Füzesabony - Füzesgyarmat - Gárdony - Göd - Gödöllő - Gönc - Gyál - Gyomaendrőd - Gyömrő - Gyöngyös - Gjur (Győr) - Gyula - Hajdúböszörmény - Hajdúdorog - Hajdúhadház - Hajdúnánás - Hajdúsámson - Hajdúszoboszló - Harkány - Hatvan - Herend - Heves - Hévíz - Hódmezővásárhely - Ibrány - Izsák - Jánoshalma - Jánossomorja - Jászapáti - Jászárokszállás - Jászberény - Jászfényszaru - Kaba - Kadarkút - Kalocsa - Kaposvár - Kapuvár - Karcag - Kazincbarcika - Kecel - Kecskemét - Kemecse - Kenderes - Kerekegyháza - Keszthely - Kisbér - Kisköre - Kiskőrös - Kiskunfélegyháza - Kiskunhalas - Kiskunmajsa - Kistarcsa - Kistelek - Kisújszállás - Kisvárda - Komádi - Komárom - Komló - Körmend - Kőszeg - Kunhegyes - Kunszentmárton - Kunszentmiklós - Lábatlan - Lajosmizse - Lengyeltóti - Lenti - Létavértes - Letenye - Lőrinci - Makó - Marcali - Máriapócs - Martfű | - Martonvásár - Mátészalka - Mezőberény - Mezőcsát - Mezőhegyes - Mezőkovácsháza - Mezőkövesd - Mezőtúr - Mindszent - Miskolc - Mohács - Monor - Mór - Mórahalom - Mosonmagyaróvár - Nádudvar - Nagyatád - Nagybajom - Nagyecsed - Nagyhalász - Nagykálló - Nagykanizsa - Nagykáta - Nagykőrös - Nagymaros - Nyékládháza - Nyergesújfalu - Nyíradony - Nyírbátor - Nyíregyháza - Nyírlugos - Nyírtelek - Orosháza - Oroszlány - Ócsa - Ózd - Örkény - Őriszentpéter - Paks - Pannonhalma - Pálháza - Pápa - Pásztó - Pécel - Pécs - Pécsvárad - Pétervására - Pilis - Pilisvörösvár - Polgár - Polgárdi - Pomáz - Putnok - Püspökladány - Ráckeve - Rakamaz - Répcelak - Rétság - Sajószentpéter - Salgótarján - Sándorfalva - Sárbogárd - Sarkad - Sárospatak - Sárvár - Sásd - Sátoraljaújhely - Sellye - Siklós - Simontornya - Siófok - Solt - Soltvadkert - Sopron - Sümeg | - Szabadszállás - Szarvas - Százhalombatta - Szécsény - Szeged - Szeghalom - Székesfehérvár - Szekszárd - Szendrő - Szentendre - Szentes - Szentgotthárd - Szentlőrinc - Szerencs - Szigethalom - Szigetszentmiklós - Szigetvár - Szikszó - Szob - Szolnok - Szombathely - Tab - Tamási - Tapolca - Tata - Tatabánya - Téglás - Tét - Tiszacsege - Tiszaföldvár - Tiszafüred - Tiszakécske - Tiszalök - Tiszaújváros - Tiszavasvári - Tokaj - Tolna - Tompa - Tótkomlós - Tököl - Törökszentmiklós - Tura - Túrkeve - Újfehértó - Újszász - Üllő - Vác - Vámospércs - Várpalota - Vásárosnamény - Vasvár - Vecsés - Velence - Veresegyház - Veszprém - Vésztő - Villány - Visegrád - Záhony - Zalaegerszeg - Zalakaros - Zalalövő - Zalaszentgrót - Zirc |